# إعراب المعلقات السبع
هو كتاب للمؤلف عبد العظيم أحمد علي صبرة كتاب في الإعرب- اللغة والنحو، يضم إعراباً وافياً لأبيات المعلقات السبع على رواية الزوزني، حيث يبدأ المؤلف بإعراب معلقة امرئ القيس وانتهى بمعلقة الحارث بن حلزة اليشكري، وهذا الكتاب قيمة علمية وأدبية ولغوية، فهو بالإضفة لما يحتويه من إعراب لجميع كلمات المعلقات وضع الكاتب في أسفل الصفحة تفسيراً للمعاني الصعبة في الأبيات بالإضافة إلى المعنى الإجمالي لبيت الشعر، وفوق هذا كله وضع الكاتب نبذه عن حياة كل شاعر من شعراء المعلقات في بداية الفصل الذي يضم إعراب المعلقة.

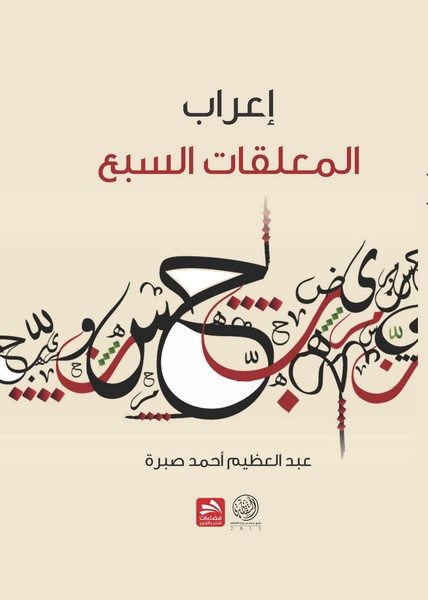

## مميزات الكتاب
اتسم الكتاب بالسهولة في التوضيح وتوصيل المعلومة بأبسط الطرق وعرض المعلومة بشكل واضح. ويستفيد من كتابه هذا طلبة اللغة العربية كافة والمهتمون بالشعر العربي والذواقة والأدباء والنقاد، كما يمثل مرجعا لأبحاث طلبة الدراسات العليا.

## مراحل طباعة الكتاب
تلقفت وزارة الثقافة الأردنية الكتاب بشغف ونهم ، ثم تم عرض الكتاب على دار فضاءات للنشر والتوزيع وقامت بطباعته ونشره في السوق .

## الكتاب
عدد صفحات الكتاب 485 
سنة النشر 2014
دار النشر دار فضاءات للنشر والتوزيع/ الأردن 

## فهرس الكتاب
إعراب معلقة امرئ القيس
إعراب معلقة طرفة بن العبد
إعراب معلقة زهير بن أبي سلمى
إعراب معلقة لبيد بن ربيعة
إعراب معلقة عمرو بن كلثوم
إعراب معلقة عنترة بن شداد
إعراب معلقة الحارث بن حلزة اليشكري